# ルウベンスの偽画
『ルウベンスの偽画』（ルウベンスのぎが）は、堀辰雄の短編小説。堀が自ら処女作と呼んでいる作品で、21歳のときに過ごした軽井沢での美しい印象を主体にして、恋愛心理を分析的に描いた作品である。夏が終わりつつある高原の避暑地を舞台に、密かに「ルウベンスの偽画」と名付けて恋慕っている「彼女」と、「刺青をした蝶のように美しいお嬢さん」への交錯した青年の恋愛の心理を綴った物語。関係が思うように進まない「自分の目の前にいる少女」と、思い描く理想の「心像の少女」への恋愛心理の分析や意識の流れが、堀独特の特徴的な美しい文体で描かれている。
『ルウベンスの偽画』は、堀が初めて訪れた軽井沢の鮮烈な印象と、その2年後の夏に滞在した思い出を美化して作品化したものだが、堀は自作について、ボードレールの散文詩『スープと雲』の「雲」のようなものへの思いを凝縮させて成ったものが『ルウベンスの偽画』であるとしている。

## 発表経過
1927年（昭和2年）、雑誌『山繭』2月号（第2巻第6号）に初稿（前半部。文末に「断片」の語入り）が掲載され、1929年（昭和4年）、雑誌『創作月刊』1月号（第2巻第1号）にその改稿が掲載された。翌1930年（昭和5年）、雑誌『作品』5月号（創刊号）に定稿（全文）が掲載された。
初稿の改稿版（前半部分のみ）は、1930年（昭和5年）7月3日に改造社より刊行の処女作品集『不器用な天使』に収録され、完成された定稿版（全文）は、1933年（昭和8年）2月1日に江川書房より単行本刊行された（限定300部）。文庫版は講談社文芸文庫の『風立ちぬ・ルウベンスの偽画』、新潮文庫の『燃ゆる頬・聖家族』、岩波文庫の『菜穂子・他五編』に収録されている。

## 作品背景
19歳の堀辰雄は室生犀星に伴われ、1923年（大正12年）の8月に初めて軽井沢を訪れ、その西洋的な地で、「異人さんたちと異国語ばつかり」のハイカラな雰囲気に心ゆくまで浸った。堀はその翌月9月の関東大震災での母の水死を経た後の10月に、室生犀星から芥川龍之介を紹介された。堀はその2年後の1925年（大正14年）7月9日から9月上旬まで軽井沢に部屋を借り、芥川龍之介や室生犀星、萩原朔太郎、松村みね子（本名は片山広子）一家、小穴隆一、佐々木茂索らと軽井沢の夏を満喫し、その地での印象を主体にして『ルウベンスの偽画』を書き上げた。堀は自作について、「この夏のことを主材して美化して小説化したもの」と述べている。
なお、『ルウベンスの偽画』の初稿から改稿までの間には、師であった芥川龍之介の自殺があるが、堀は次のように述べている。

## 人物設定
主人公の「彼」は21歳の堀自身で、「彼」の知り合いの「彼女」母娘や「お嬢さん」には、松村みね子と、その娘の総子（筆名：宗瑛）がモデルとなっており、堀は総子に片想いしていたとされている。同じく、松村みね子母娘がモデルとなって登場する『聖家族』は、この『ルウベンスの偽画』の完成の上に立って書かれた作品となっている。

## 文体・作風
堀辰雄の文体にはフランス文学のエスプリ・ヌーヴォーの作家たちの影響があるが、堀は、ジャン・コクトー、レイモン・ラディゲ、アンドレ・ジッドなどのフランス心理小説の影響のもとに「意識の流れ」の手法を用いて創作を行なった作家であり、処女作の『ルウベンスの偽画』はその先行的なもので、リアリズムを乗り越えようとする新しい新心理主義の作風となっていると池田博昭は解説している。
堀はアンドレ・ジッドの『贋金づくり』の言葉を引用しながら、次のように述べている。

## あらすじ
異人の行き交う晩夏の美しい避暑地（軽井沢）にやって来た「彼」が片想いしている「彼女」の顔は、クラシックの美しさを持ち、その薔薇の皮膚はすこし重たげで、彼は「彼女」をこっそりと「ルウベンスの偽画」と呼んでいた。別荘に母親と過ごしている「彼女」を訪ねた彼は、彼女たちと浅間山の麓のグリーン・ホテルまでドライブに行き、バルコニーの下の屋根を「彼女」と歩いたりするが、関係が思うように進行しないことに焦燥を感じていた。
その翌日、彼はひとりで本町通りをぶらぶらしていると、見覚えのある「お嬢さん」が見えた。彼女は毎年この避暑地を訪れるある有名な男爵の令嬢だった。彼は去年、この「お嬢さん」がよく峠道や森の中で、馬に乗っている姿を見ていた。彼女のまわりには、いつも何人もの混血児の青年たちが群がっていた。彼もこの「お嬢さん」を、刺青をした蝶のように美しいと思っていた。「お嬢さん」は去年付き合っていた混血児の青年を振って、今年は上品な様子の貴族的な青年とロッジに飲み物を飲みにやって来た。ロッジで冷たい牛乳を飲んでいた彼は「お嬢さん」の声を初めて聞き、自分の思い描く心像の少女である「ルウベンスの偽画」の声にそっくりだと感じた。青年と談笑する「お嬢さん」の高らかな笑い声を聞きながらロッジを出た彼は、二人が乗って来た自転車が草の上でハンドルを絡ませて倒れているのを見て、自分の体の中にいきなり悪い音楽のようなものが湧き上がるのを感じた。
悪い音楽。それは彼を受け持っている少し頭の悪い天使がときどき調子はずれのギターを弾き出すのにちがいなかった。彼は自分の受け持ちの天使の頭の悪さにはいつも閉口していた。彼の天使は彼に一度も正確にカルタの札を分配してくれたことがないのだった。暗闇の中を一組の西洋人のカップルが腕を組んで歩いているのをすれ違い様に見て、一人きり取り残された時も、彼は気味の悪いくらいに興奮し、死にたいような気になった。そういう気持ちは悪い音楽を聞いたあとの感動に似ていた。
彼はそんな気持ちを振り払おうと歩き回り小径に出ると、友人に名前を呼ばれた。友人はカンバスに向かっていた。友人は、ここの空気があんまり透明で、遠くの木の葉もはっきり見えてしまうので、絵が逆にうまく描けないと言った。友人は描きかけの風景画をかかえて明日東京へ帰ろうとしていた。友人とホテルで話ながら、彼は自分もまた数日したら、おそらく描きかけのままになるであろう「自分のルウベンスの偽画」を携えて再びここを立ち去るよりほかないのだろうかと考えた。
午後、彼は友人を見送ってから「彼女」の家を訪ねた。「夫人」から「彼女」を最近撮影した写真を二枚見せられて、彼はその一枚を空想の中の「ルウベンスの偽画」にそっくりだと思った。「彼女」と「夫人」から離れている間、彼は彼女たちにたまらなく会いたく、そのあまり彼は、彼の「ルウベンスの偽画」を自分勝手に作り上げてしまうのだった。すると今度はその心像が本当の「彼女」によく似ているかどうかを知りたがりだす。そしてそれがますます彼を彼女たちに会いたがらせるのだった。しかし漠然ながら、自分の前にいる少女とその心像の少女とは全く別な二個の存在であるような気もしないでもなかった。ひょっとしたら、彼の描きかけの「ルウベンスの偽画」のヒロインの持っている薔薇の皮膚そのままのものは、いま彼の前にいる少女に欠けているのかもしれないのだった。
夕暮れになり、彼はホテルへの小径を帰っていくと、木立の大きい栗の木の枝に何か得体の知れないものが登って、しきりに揺すぶっているのを見た。彼はふと少し頭の悪い自分の受け持ちの天使のことを思い浮かべながら、それを見上げていると、浅黒い色の動物がその樹から飛び降りてきた。一匹の栗鼠だった。「ばかな栗鼠だな」と思わずつぶやきながら、彼は去ってゆく栗鼠を見つめていた。

## 登場人物
彼
いつもは夏に来る避暑地（軽井沢）を晩夏に訪れた。同じ地での知り合いの「彼女」のことを、こっそり「ルウベンスの偽画」と呼んでいる。万平ホテルに宿泊している。
彼女
避暑地の別荘に母親と過ごしている。クラシックの美しさを持っている顔で、その薔薇の皮膚はすこし重たげ。ふっくらした指。
夫人
「彼女」の母。引きしまった指。やさしいような皮肉なような独特の微笑。娘と青年のことを、露台の上から天使のように見下ろす。
お嬢さん
ある有名な男爵のお嬢さん。毎年この避暑地に来る。刺青をした蝶のように美しい。よく峠道や森の中で馬に乗っている。そういう時いつもまわりには、5、6人の混血児らしい青年たちが馬や自転車に乗って群がっている。「彼」は意地悪そうな「お嬢さん」に、一種の異常な魅力を感じる。「彼」の心像の「ルウベンスの偽画」の声にそっくり。
混血児の青年
去年の夏に「お嬢さん」とテニスやダンスの相手をしていた青年。今年はお互い気づかぬふりをしてすれ違うが、青年はその瞬間に悪いガラスを透して見るように顔を歪め、こっそりとお嬢さんの方を振り向く。
上品な顔つきの青年
「お嬢さん」の今年の男友達。去年の混血児たちとは違い、おっとりして貴族的。「お嬢さん」と自転車に乗って、ロッジに飲み物を飲みに来る。
友人
「彼」の友人。絵を描きに避暑地に来ている。さまざまな色をした魚や小鳥や花のようなものが入り混じった奇妙な風景画をカンバスに描いている。絵が仕上がらずに東京へ帰ろうとしている。「彼」が「彼女」母娘とドライブしているのを目撃していて、冷やかす。
「彼」がすれ違った印象的な人々
黄色い帽子をかぶったドイツ人の娘。一組の若い西洋人カップル。

## 作品評価・解釈
堀辰雄の処女作である『ルウベンスの偽画』は、『聖家族』の序曲的な作品であり、堀の特徴的な文体がよく表れている作品であるが、三島由紀夫は堀のその文章の特徴について、「まるでどの文章にも堀辰雄といふ印鑑が捺されてゐるやうに誰の眼にもすぐわかる特徴」を持つとし、「作家がこれほど特徴のある文体をもつことは、作品の世界を狭くする危険もないではないが、堀氏はそれを堂々と押し通して、長く病床にありながら、自分の芸術的世界を守り通した稀有な作家」だと評している。
そして三島は、作中の「彼女の顔はクラシックの美しさを持つてゐた。…」から始まる有名な二段落をその特徴的文体の一例として引用しながら分析し、堀がフランス文学のエスプリ・ヌーヴォーの作家たちの影響を受け、その文章が一見まるで日本文学の伝統から遠いように見えながら、堀が後年傾倒した王朝女流日記の文体よりも、「むしろ鏡花のやうな作家の文体に近い」とし、その類似性を、「自分の気に入つたものだけを取り上げて、自分で美しいと思つたものだけに筆を集中しながら、自分の気に入つた言葉だけでもつて、美しい花籠を編みます」と表現し、堀の文章は一見「フランス的な明晰さ」を持っているように見えながら、そこに「おそろしい強さ」はなく、「明晰さに仮装された感覚の詩」であると解説している。
池田博昭は、堀がアンドレ・ジッドの「（筋とか、事件とか、風景など）小説に特有でないあらゆる要素を、小説から取除く」という理念や、レイモン・ラディゲのいう「ロマネスクな心理学」としての心理小説を書くことを意図して、自身も「純粋小説」を目指し、「古典主義の原理」に従って作品創作していたことを解説し、それに関連させながら、『ルウベンスの偽画』の主題も、アンドレ・ジッドの『贋金づくり』の作中の言葉である「愛する者は、愛している限り、また愛されたいと願っている限り、自分のありのままの姿を示すことができない。のみならず、相手の姿も見ることができず、その代り、自分が飾り立て、神として祭り上げ、創作した偶像を見ているにすぎない」という考えに影響され、それを取り入れていると考察している。
そして池田は、『ルウベンスの偽画』はジッドの『贋金づくり』よりはるかに小規模作品ではありながらも、「現実世界と、現実からわれわれが作りあげる表象との間の競合」ということが根本主題となっているとし、そこには、「諸人物の現実からつくりあげる表象が現実そのものと抗争して、崩れてゆく過程」が描かれていると解説している。

## おもな刊行本
- 『不器用な天使』（改造社、1930年7月3日） 
収録作品：ルウベンスの偽画、不器用な天使、眠ってゐる男、死の素描、鼠、水族館、風景、音楽のなかで、眠り、ヘリオトロープ、ほか9編
- 『ルウベンスの偽画』（江川書房、1933年2月1日） 限定300部
装幀：江川正之。背･角革装。
収録作品：ルウベンスの偽画、あひびき、恢復期
※ 限定の1番本のみペン長文識語署名入、古賀春江肉筆水彩薔薇原画挿入本、東郷青児肉筆水彩薔薇画入拵帙、拵箱帙入。
- 文庫版『燃ゆる頬・聖家族』（新潮文庫、1947年11月30日。改版1970年）
カバー装画：難波淳郎。付録・解説：丸岡明。
収録作品：麦藁帽子、燃ゆる頬、聖家族、ルウベンスの偽画、恢復期、旅の絵、鳥料理
- 文庫版『菜穂子・他五編』（岩波文庫、1973年4月16日。改版2003年）
付録・解説：源高根。
収録作品：ルウベンスの偽画、聖家族、恢復期、楡の家、菜穂子、ふるさとびと、楡の家・菜穂子・ふるさとびと・のノオト
- 文庫版『風立ちぬ・ルウベンスの偽画』（講談社文芸文庫、2011年12月10日）
収録作品：風立ちぬ、ルウベンスの偽画、楡の家、花を持てる女、不器用な天使